# Gary Graffman
Gary Graffman (nacido el 14 de octubre de 1928  ) es un pianista clásico y profesor de piano estadounidense.

## Formación
Graffman nació en Nueva York  de padres judíos rusos. Habiendo comenzado a tocar el piano a los 3 años, Graffman ingresó en el prestigioso Curtis Institute of Music a los 7 años, en 1936, como alumno de piano de Isabelle Vengerova. Después de graduarse en el Curtis en 1946, hizo su debut profesional como solista con el gran director Eugene Ormandy y la Orquesta de Filadelfia. De 1946 a 1948 estudió en la Universidad de Columbia. En 1949 ganó el Concurso Leventritt. Posteriormente amplió sus estudios de piano con Rudolf Serkin en el Festival de Música de Marlboro y de manera informal con Vladimir Horowitz. En 1954, regresó a Columbia para interpretar el Concierto para piano n.º 2 de Edward MacDowell bajo la dirección de Leopold Stokowski en el concierto del bicentenario de la universidad.

## Carrera inicial
Tras graduarse, tocó con numerosas orquestas e interpretó conciertos y recitales a nivel internacional. Durante las siguientes tres décadas, realizó giras y grabaciones extensas, actuando en solitario y con orquestas alrededor del mundo. Revivió los Conciertos para piano n.° 2 y n.° 3 de Chaikovski, grabados por CBS con Eugene Ormandy y la Orquesta de Filadelfia, y varios de sus alumnos también interpretan estas obras. En 1964, grabó la Rapsodia sobre un tema de Paganini de Sergei Rachmaninoff con Leonard Bernstein dirigiendo la Filarmónica de Nueva York. También protagonizó una grabación clásica del Tercer Concierto para piano de Serguéi Prokófiev con George Szell y la Orquesta de Cleveland en 1966 que fue reeditado en CD como parte de la serie "Grandes Interpretaciones" de Sony Classical en 2006. En la década de 1970, Graffman también actuó con el Cuarteto Guarneri y el Cuarteto de Cuerdas Juilliard en interpretaciones de música de cámara.
Probablemente la grabación más conocida de Graffman fue la de la banda sonora de la película Manhattan de Woody Allen de 1979, en la que interpretó la Rhapsody In Blue de George Gershwin, acompañado por la Filarmónica de Nueva York. Partes de esta versión de la Filarmónica y Graffman han aparecido innumerables veces en televisión y películas durante el último cuarto de siglo.

## Lesión
En 1977, se torció el dedo anular de la mano derecha. A causa de esta lesión comenzó a digitar nuevamente algunos pasajes para esa mano para evitar usar el dedo afectado. Pero esta técnica alterada pareció agravar el problema y finalmente lo obligó a dejar de actuar con la mano derecha por completo en 1979. A partir de entonces Graffman abandonó prácticamente su carrera de virtuoso y se dedicó a sus otros intereses, como la escritura, la fotografía y el arte oriental. 
En 1980, se incorporó al profesorado del Instituto Curtis de Música, donde había comenzado su carrera. Asumió la dirección de la escuela en 1986 y llegó a presidente en 1995, desempeñando ambas funciones hasta mayo de 2006. También fue miembro del cuerpo docente de piano de la Escuela de Música de Manhattan.
El esguince de dedo de Graffman puede haber originado una distonía focal, un trastorno neurológico que causa la pérdida de la función táctil y una curvatura incontrolable en los dedos. Curiosamente el pianista Leon Fleisher, amigo íntimo de Graffman, también padecía el trastorno.

## Carrera posterior
Poco después de unirse al Instituto Curtis, publicó sus memorias, I Really Should Be Practicing .
En 1985 estrenó en el Reino Unido el Concierto para piano en do sostenido para la mano izquierda de Erich Wolfgang Korngold. Paul Wittgenstein había encargado la obra en la década de 1920 y la había interpretado muchas veces, pero después había desaparecido del repertorio.
El mismo Graffman ha encargado siete obras para la mano izquierda. En 1993, por ejemplo, hizo el estreno mundial del Concierto para piano n.º 4 de Ned Rorem, escrito específicamente para la mano izquierda, y en 2001 estrenó el concierto Seven Last Words de Daron Hagen. El compositor estadounidense William Bolcom compuso Gaea, un concierto para dos pianos, para las manos izquierdas, para Graffman y Leon Fleisher. Su estreno tuvo lugar en Baltimore en abril de 1996. El concierto está construido de tal manera que puede interpretarse de tres maneras: con una parte de piano sola y una orquesta reducida, o con ambas partes de piano y las dos orquestas reducidas combinadas en una orquesta completa.

## Honores
Graffman ha recibido títulos de doctorado honoris causa en Filadelfia y Nueva York, y recibió el Premio de las Artes del Gobernador de Pensilvania. Entre sus alumnos se encuentran los grandes pianistas Lydia Artymiw, Lang Lang, Yuja Wang, Haochen Zhang y Szuyu Su. 